# Bonzia brownei
Bonzia brownei är en spindeldjursart som beskrevs av Frank Archibald Sinclair Turk 1972. Bonzia brownei ingår i släktet Bonzia och familjen Cunaxidae. Inga underarter finns listade.